# Ulrich Roland
Ulrich Roland (* 22. August 1953) ist ein deutscher Politiker (SPD). Er war von 2004 bis 2020 Bürgermeister der Stadt Gladbeck.

## Leben

### Ausbildung
1972 begann Roland ein Studium zum Diplom-Verwaltungswirt (FH) bei der Stadtverwaltung Gladbeck und erwarb 1980 das „Kommunaldiplom“ an der Verwaltungs- und Wirtschaftsakademie (VWA).

### Politische Karriere
1983 trat Roland der SPD bei. Bis 2004 war er städtischer Verwaltungsdirektor im Gladbecker Rathaus, 2004 wurde er zum Bürgermeister der Stadt Gladbeck gewählt. Dieses Amt hatte er 16 Jahre lang bis zum 31. Oktober 2020 inne. In einer Stichwahl wurde 2020 Bettina Weist (SPD) zu seiner Nachfolgerin gewählt.

### Persönliches
Roland ist verheiratet und hat zwei erwachsene Söhne.